# 료나이촌 (아이치현)
료나이촌(領内村)은 일본 아이치현 나카시마군에 설치되었던 촌이다. 현재의 이나자와시의 일부에 해당한다.